# Плюсский район
Плю́сский райо́н — административно-территориальная единица (район) и муниципальное образование (муниципальный округ)   на северо-востоке Псковской области России.
Административный центр — рабочий посёлок (посёлок городского типа) Плюсса.

## География

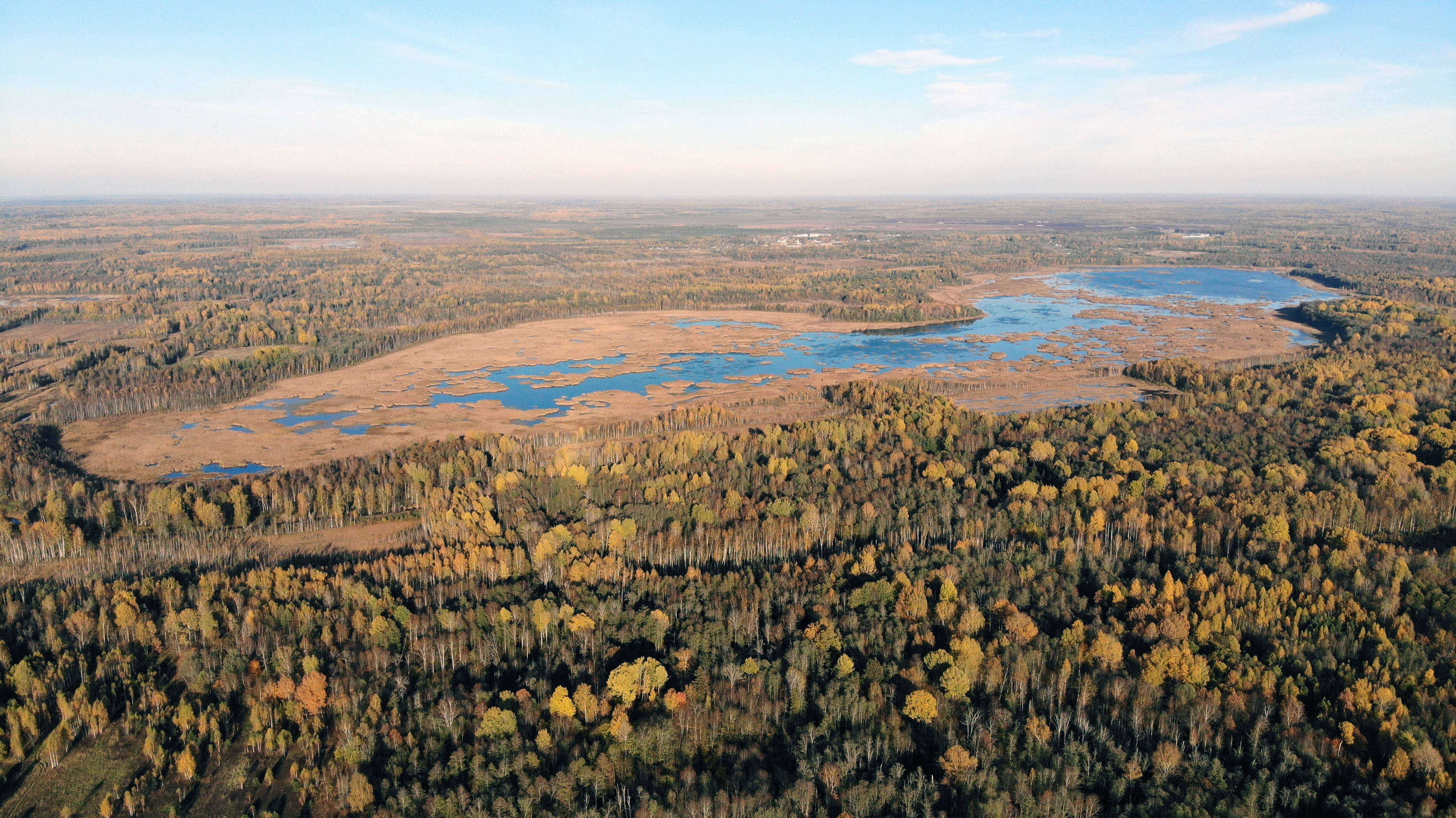
Заплюсское озеро

Площадь 2577 км². Район граничит на западе с Гдовским районом, на юге — со Стругокрасненским, на востоке — с Новгородской областью (Шимский район), на севере — с Ленинградской областью (Лужский район).
Основные реки — Плюсса (правый приток Нарвы) и её притоки Люта, Курея, Чёрная, Омуга, Яня, Вёрдуга, Пагуба. Наиболее крупные озера — Песно (4,85 км²), Заплюсское (2,5 км²) и Долгое (1,7 км²); на границе со Стругокрасненским районом лежит самое большое по площади Чёрное озеро (8,75 км²).

## История
В эпоху позднего Средневековья территория района входила в состав Залесской половины Шелонской пятины Новгородской земли, а после областной реформы Екатерины II — Гдовского и Лужского уездов Санкт-Петербургской губернии.
Район образован 1 августа 1927 года в Лужском округе Ленинградской области. В 1932 году упразднён, в 1935 восстановлен. 3 октября 1959 года к Плюсскому району была присоединена часть территории упразднённого Лядского района. В 1963 году была предпринята попытка укрупнения районов связанная с образованием промышленных и сельских районов — Плюсский район и Струго-Красненский район были объединены в сельский район с центром в Стругах Красных, оба района были вновь восстановлены в старых границах в 1965 году, после упразднения деления на сельские и промышленные районы.
С момента восстановления Плюсского района по решению указа Президиума Верховного Совета РСФСР от 3 ноября 1965 года и по 5 марта 1971 года в район входили: Должицкий (центр дер. Должицы), Запольский (центр дер. Заполье), Заянский (центр дер. Заянье), Лосицкий (центр дер. Лосицы), Лядский (центр село Ляды), Нежадовский (центр дер. Нежадово), Плюсский (центр село Плюсса) сельские советы и Заплюсский поселковый совет.
5 марта 1971 года по решению Псковского облисполкома № 96 село Плюсса было отнесено к категории рабочих посёлков, был образован Плюсский поселковый совет.
По решению Псковского областного Собрания депутатов от 26 января 1995 года, в Плюсском районе территории сельских советов были переименованы в волости. До конца 2005 года район делился на 2 пгт и 7 волостей.

## Население
| 1959   | 1970    | 1979    | 1989    | 2002    | 2009  | 2010  | 2011  | 2012  |
| ------ | ------- | ------- | ------- | ------- | ----- | ----- | ----- | ----- |
| 20 506 | ↘18 354 | ↘15 871 | ↘14 081 | ↘11 610 | ↘9939 | ↘9187 | ↘9142 | ↘8920 |
| 2013   | 2014    | 2015    | 2016    | 2017    | 2018  | 2019  | 2020  | 2021  |
| ↘8669  | ↘8434   | ↘8232   | ↘7996   | ↘7749   | ↘7508 | ↘7266 | ↘7179 | ↘6708 |
| 2023   |         |         |         |         |       |       |       |       |
| ↘6386  |         |         |         |         |       |       |       |       |

По данным переписи населения 2010 года численность населения района составляла 9187 человек, в том числе 4546 городских жителей (из них в пгт Плюсса — 3450 человек; в пгт Заплюсье — 1096 человек) или 49,48 % от общего населения; а также 4641 сельских жителей или 50,52 %.
По состоянию на 1 января 2023 года из 6386 жителей района в сельских условиях проживают 48,43 % населения района или 3093 жителя; в городских условиях — 51.57 % или 3293 человек, в том числе в пгт Плюсса — 2424 человек, в пгт Заплюсье — 869 человек.
В целом в районе смертность превышает рождаемость, так, например, с начала 2012 года по сентябрь умерло в 3,4 раза больше человек, чем родилось (за тот же период 2011 года — в 3,7 раза).
Национальный состав
По итогам переписи населения 2020 года проживали следующие национальности (национальности менее 0,1 % и другое, см. в сноске к строке «Другие»):
| Национальность | Численность, чел. | Доля     |
| -------------- | ----------------- | -------- |
| Русские        | 6366              | 94,90 %  |
| Украинцы       | 77                | 1,15 %   |
| Белорусы       | 40                | 0,60 %   |
| Чеченцы        | 36                | 0,54 %   |
| Киргизы        | 13                | 0,19 %   |
| Азербайджанцы  | 13                | 0,19 %   |
| Татары         | 12                | 0,18 %   |
| Эстонцы        | 10                | 0,15 %   |
| Таджики        | 9                 | 0,13 %   |
| Молдаване      | 9                 | 0,13 %   |
| Другие         | 123               | 1,84 %   |
| Итого          | 6708              | 100,00 % |

## Населённые пункты

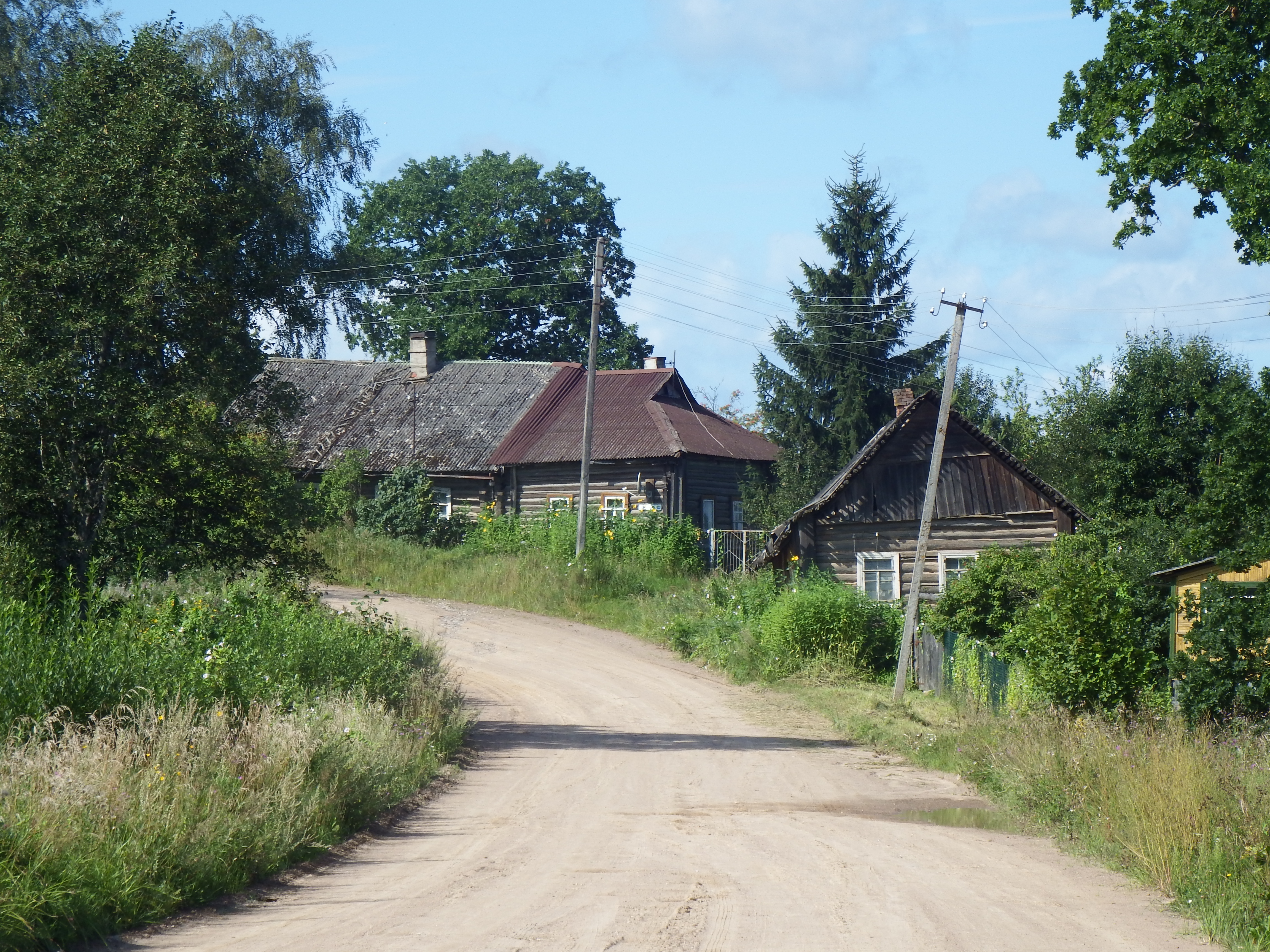
Алексино, одна из самых отдалённых от райцентра деревень Плюсского района

По переписи 2002 года на территории района было 152 сельских населённых пункта, из которых в 15 деревнях население отсутствовало, в 34-х жило от 1 до 5 жителей, в 27 — от 6 до 10 человек, в 37 — от 11 до 25 человек, в 20 — от 26 до 50 человек, 4-х — от 51 до 100 жителей, в 6-ти — от 101 до 200 жителей, в 7-ми — от 200 до 500 человек, в одном — от 500 до 1000 человек, в деревне Заполье, и ещё в одном — от 1000 до 2000 жителей, в селе Ляды.
По переписи 2010 года на территории района было расположено 152 сельских населённых пункта, из которых в 23 деревнях население отсутствовало, в 47 жило от 1 до 5 жителей, в 28 — от 6 до 10 человек, в 26 — от 11 до 25 человек, в 11 — от 26 до 50 человек, 4 — от 51 до 100 жителей, в 7 — от 101 до 200 жителей, в 5 — от 200 до 500 человек, в лишь в одном — от 500 до 1000 человек, в селе Ляды.
| №   | Населённый пункт  | Тип             | Население | Муниципальное образование |
| --- | ----------------- | --------------- | --------- | ------------------------- |
| 1   | Алёксино          | деревня         | ↘18       | Лядская волость           |
| 2   | Андромер          | деревня         | ↘270      | Заплюсье                  |
| 3   | Бабачи            | деревня         | ↗14       | Плюсса                    |
| 4   | Березицы          | деревня         | ↘22       | Лядская волость           |
| 5   | Берёзно           | деревня         | ↘10       | Лядская волость           |
| 6   | Бешково           | деревня         | ↘0        | Лядская волость           |
| 7   | Большие Болота    | деревня         | →0        | Лядская волость           |
| 8   | Большие Житковицы | деревня         | ↘1        | Лядская волость           |
| 9   | Большие Льзи      | деревня         | ↗17       | Заплюсье                  |
| 10  | Большое Голубско  | деревня         | ↘1        | Лядская волость           |
| 11  | Большое Захонье   | деревня         | ↘33       | Плюсса                    |
| 12  | Большой Лужок     | деревня         | →2        | Плюсса                    |
| 13  | Бор               | деревня         | ↘9        | Лядская волость           |
| 14  | Бори              | деревня         | ↘2        | Плюсса                    |
| 15  | Бутырьки          | деревня         | ↗17       | Плюсса                    |
| 16  | Быково            | деревня         | →0        | Плюсса                    |
| 17  | Васильевско       | деревня         | ↘3        | Лядская волость           |
| 18  | Вешень            | деревня         | ↘0        | Лядская волость           |
| 19  | Вир               | деревня         | ↗9        | Плюсса                    |
| 20  | Волково           | деревня         | ↗4        | Плюсса                    |
| 21  | Волосово          | деревня         | →4        | Плюсса                    |
| 22  | Воронино          | деревня         | ↘5        | Лядская волость           |
| 23  | Выползово         | деревня         | ↗2        | Лядская волость           |
| 24  | Высоково          | деревня         | ↗17       | Лядская волость           |
| 25  | Вяжище-1          | деревня         | ↘18       | Плюсса                    |
| 26  | Вяжище-2          | деревня         | ↗8        | Плюсса                    |
| 27  | Вязка             | деревня         | →4        | Плюсса                    |
| 28  | Вялки             | деревня         | →0        | Плюсса                    |
| 29  | Глебова Горка     | деревня         | →0        | Лядская волость           |
| 30  | Гнездилова Гора   | деревня         | ↘10       | Лядская волость           |
| 31  | Горбово           | деревня         | →7        | Лядская волость           |
| 32  | Горка             | деревня         | ↘5        | Лядская волость           |
| 33  | Городони          | деревня         | →0        | Плюсса                    |
| 34  | Гривцево          | деревня         | ↘53       | Плюсса                    |
| 35  | Григорьевка       | деревня         | →0        | Заплюсье                  |
| 36  | Грязково          | деревня         | ↘6        | Плюсса                    |
| 37  | Дворец            | деревня         | ↘0        | Лядская волость           |
| 38  | Демьяново         | деревня         | ↘2        | Плюсса                    |
| 39  | Детково           | деревня         | ↘12       | Лядская волость           |
| 40  | Должицы           | деревня         | ↘205      | Плюсса                    |
| 41  | Дряжно            | деревня         | ↘10       | Лядская волость           |
| 42  | Дубок             | деревня         | ↘1        | Плюсса                    |
| 43  | Дубровка          | деревня         | ↘2        | Плюсса                    |
| 44  | Дуброво           | деревня         | →6        | Заплюсье                  |
| 45  | Дуплево           | деревня         | ↗3        | Заплюсье                  |
| 46  | Заборовка         | деревня         | →0        | Лядская волость           |
| 47  | Завод             | деревня         | ↘0        | Лядская волость           |
| 48  | Загромотье        | деревня         | ↘1        | Плюсса                    |
| 49  | Замошье           | деревня         | ↗3        | Заплюсье                  |
| 50  | Заозерье          | деревня         | →6        | Лядская волость           |
| 51  | Заозерье          | деревня         | ↘11       | Лядская волость           |
| 52  | Заозерье          | деревня         | ↘12       | Плюсса                    |
| 53  | Запесенье         | деревня         | ↗51       | Заплюсье                  |
| 54  | Заплюсье          | рабочий посёлок | ↘869      | Заплюсье                  |
| 55  | Заплюсье          | деревня         | ↗36       | Заплюсье                  |
| 56  | Заполье           | деревня         | ↘385      | Заплюсье                  |
| 57  | Заполье           | деревня         | ↘6        | Плюсса                    |
| 58  | Заречье           | деревня         | ↗6        | Заплюсье                  |
| 59  | Заруденье         | деревня         | ↘136      | Лядская волость           |
| 60  | Заянье            | деревня         | ↘226      | Лядская волость           |
| 61  | Звягино           | деревня         | ↘5        | Заплюсье                  |
| 62  | Звягино           | деревня         | ↘4        | Плюсса                    |
| 63  | Зеленско          | деревня         | ↘4        | Плюсса                    |
| 64  | Ивановск          | деревня         | ↘1        | Заплюсье                  |
| 65  | Ивановское        | деревня         | ↗6        | Заплюсье                  |
| 66  | Игомель           | деревня         | ↘159      | Лядская волость           |
| 67  | Каменка           | деревня         | →8        | Лядская волость           |
| 68  | Клинки            | деревня         | ↘5        | Плюсса                    |
| 69  | Козлово           | деревня         | →0        | Плюсса                    |
| 70  | Комарово          | деревня         | ↘9        | Лядская волость           |
| 71  | Кондратово        | деревня         | ↘18       | Плюсса                    |
| 72  | Корпово           | деревня         | →5        | Лядская волость           |
| 73  | Которск           | деревня         | ↘33       | Плюсса                    |
| 74  | Котоши            | деревня         | ↘12       | Лядская волость           |
| 75  | Кошелевицы        | деревня         | ↘261      | Плюсса                    |
| 76  | Крошново          | деревня         | ↗31       | Плюсса                    |
| 77  | Ктины             | деревня         | ↘5        | Лядская волость           |
| 78  | Кулотино          | деревня         | ↘0        | Плюсса                    |
| 79  | Курея             | деревня         | ↘147      | Плюсса                    |
| 80  | Курино            | деревня         | ↗11       | Плюсса                    |
| 81  | Лешевицы          | деревня         | ↘3        | Плюсса                    |
| 82  | Лосицы            | деревня         | ↘125      | Лядская волость           |
| 83  | Лотохово          | деревня         | ↘2        | Лядская волость           |
| 84  | Луг               | деревня         | ↗2        | Лядская волость           |
| 85  | Лышницы           | деревня         | ↘21       | Плюсса                    |
| 86  | Любенск           | деревня         | ↘22       | Заплюсье                  |
| 87  | Люблёво           | деревня         | ↘7        | Лядская волость           |
| 88  | Лющик             | деревня         | ↘45       | Плюсса                    |
| 89  | Лядинки           | деревня         | ↗5        | Лядская волость           |
| 90  | Лядинки           | деревня         | ↘1        | Плюсса                    |
| 91  | Ляды              | село            | ↘865      | Лядская волость           |
| 92  | Лямцево           | деревня         | ↘31       | Плюсса                    |
| 93  | Малое Голубско    | деревня         | ↘8        | Лядская волость           |
| 94  | Малое Захонье     | деревня         | ↗14       | Плюсса                    |
| 95  | Малые Житковицы   | деревня         | ↘1        | Лядская волость           |
| 96  | Малые Льзи        | деревня         | ↘6        | Заплюсье                  |
| 97  | Малый Лужок       | деревня         | →0        | Плюсса                    |
| 98  | Манкошев Луг      | деревня         | ↘31       | Плюсса                    |
| 99  | Марьинско         | деревня         | ↘17       | Лядская волость           |
| 100 | Межник            | деревня         | ↘6        | Лядская волость           |
| 101 | Межник            | деревня         | ↘1        | Лядская волость           |
| 102 | Модолицы          | деревня         | ↘25       | Плюсса                    |
| 103 | Мышка             | деревня         | ↘1        | Лядская волость           |
| 104 | Нежадово          | деревня         | ↘161      | Плюсса                    |
| 105 | Новополье         | деревня         | ↘8        | Лядская волость           |
| 106 | Новоселье         | деревня         | ↘132      | Лядская волость           |
| 107 | Обрядиха          | деревня         | ↘3        | Плюсса                    |
| 108 | Овинец            | деревня         | →7        | Плюсса                    |
| 109 | Окрино            | деревня         | ↘1        | Плюсса                    |
| 110 | Ореховно          | деревня         | ↘84       | Лядская волость           |
| 111 | Остров            | деревня         | ↘20       | Заплюсье                  |
| 112 | Палицы            | деревня         | ↘5        | Лядская волость           |
| 113 | Пелеши            | деревня         | ↘8        | Лядская волость           |
| 114 | Пелешок           | деревня         | ↘0        | Лядская волость           |
| 115 | Перёдкино         | деревня         | ↘6        | Лядская волость           |
| 116 | Пестка            | деревня         | ↘0        | Лядская волость           |
| 117 | Петрилово         | деревня         | ↗45       | Плюсса                    |
| 118 | Плюсса            | рабочий посёлок | ↘2424     | Плюсса                    |
| 119 | Погорелово        | деревня         | ↘83       | Плюсса                    |
| 120 | Погребище         | деревня         | ↘38       | Плюсса                    |
| 121 | Полосы            | деревня         | ↗21       | Заплюсье                  |
| 122 | Полуяково         | деревня         | ↘1        | Лядская волость           |
| 123 | Посолодино        | деревня         | ↘30       | Плюсса                    |
| 124 | Почап             | деревня         | ↘42       | Лядская волость           |
| 125 | Пряслино          | деревня         | ↘6        | Плюсса                    |
| 126 | Пыщерово          | деревня         | ↘0        | Лядская волость           |
| 127 | Радовье           | деревня         | →0        | Плюсса                    |
| 128 | Радолицы          | деревня         | ↘11       | Лядская волость           |
| 129 | Расскосы          | деревня         | ↘2        | Плюсса                    |
| 130 | Ренек             | деревня         | ↘0        | Плюсса                    |
| 131 | Ретени            | деревня         | ↘4        | Плюсса                    |
| 132 | Ржевка            | деревня         | →0        | Лядская волость           |
| 133 | Ровницы           | деревня         | ↘6        | Плюсса                    |
| 134 | Рудно             | деревня         | ↘3        | Лядская волость           |
| 135 | Рясинец           | деревня         | ↘1        | Лядская волость           |
| 136 | Самохвалово       | деревня         | ↘3        | Плюсса                    |
| 137 | Сеглицы           | деревня         | ↘3        | Лядская волость           |
| 138 | Сербино           | деревня         | ↘9        | Лядская волость           |
| 139 | Симоново          | деревня         | ↘11       | Плюсса                    |
| 140 | Стаи              | деревня         | ↗2        | Плюсса                    |
| 141 | Староверский Луг  | деревня         | ↘25       | Заплюсье                  |
| 142 | Струйско          | деревня         | ↗7        | Лядская волость           |
| 143 | Супор             | деревня         | ↘1        | Лядская волость           |
| 144 | Сутыли            | деревня         | ↘11       | Плюсса                    |
| 145 | Терешинка         | деревня         | ↘15       | Плюсса                    |
| 146 | Толошницы         | деревня         | ↘1        | Плюсса                    |
| 147 | Тросно            | деревня         | ↘5        | Лядская волость           |
| 148 | Трошково          | деревня         | ↘0        | Плюсса                    |
| 149 | Турец             | деревня         | ↘2        | Лядская волость           |
| 150 | Тушитово          | деревня         | ↘133      | Плюсса                    |
| 151 | Усконицы          | деревня         | ↘0        | Плюсса                    |
| 152 | Утичье            | деревня         | ↘10       | Плюсса                    |
| 153 | Шерёги            | деревня         | ↗21       | Заплюсье                  |
| 154 | Ясновик           | деревня         | →0        | Плюсса                    |

## Муниципально-территориальное устройство

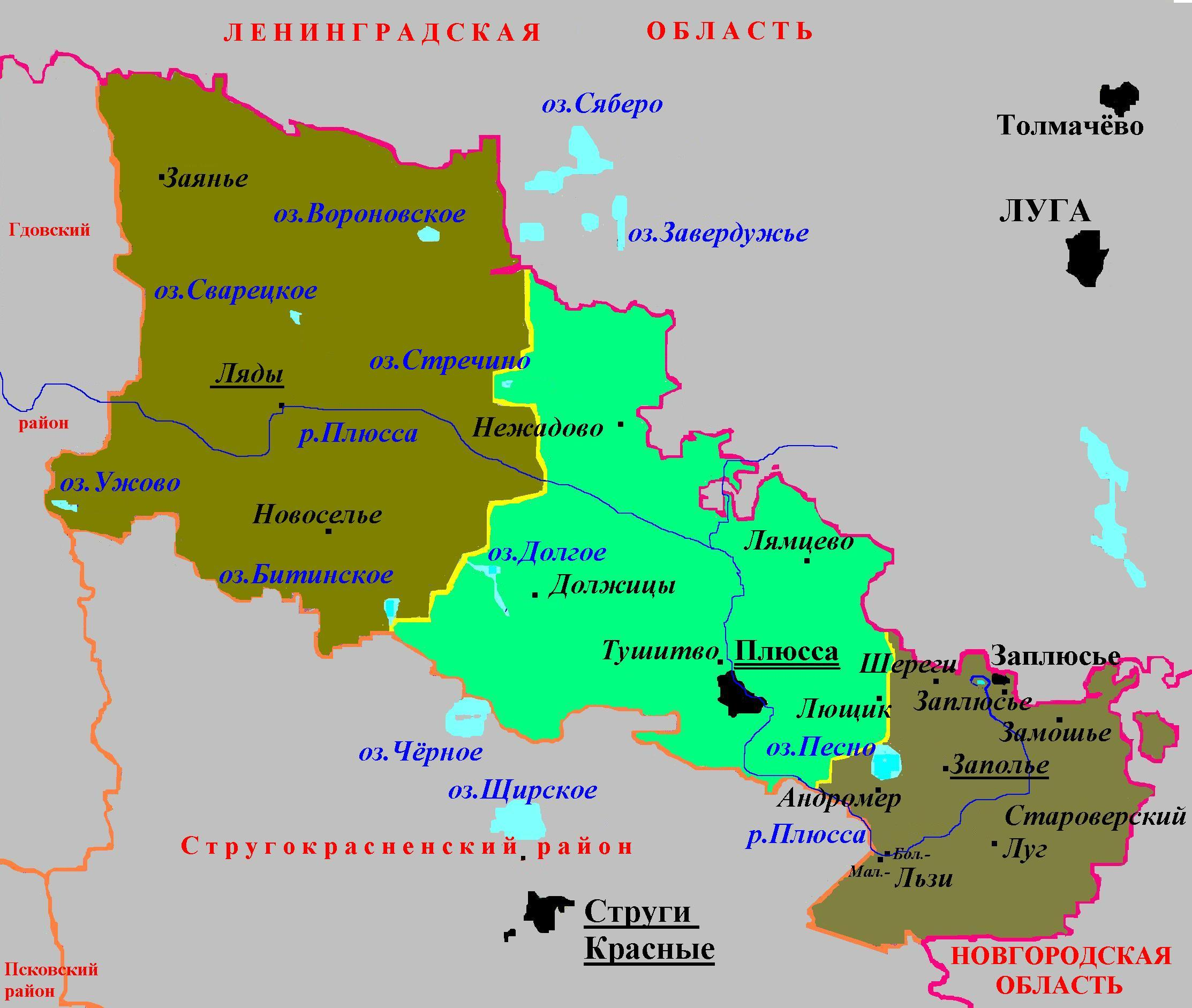
Административная карта Плюсского района в 2006—2015 годах
(3 волости (сельских поселения) и 2 пгт (городских поселения)

С апреля 2015 года в Плюсском районе 2 городских и 1 сельское поселение, состоящие из 154 населённых пунктов:
| № | Муниципальное образование | Статус МО | Административный центр | Количество населённых пунктов | Население | Площадь, км² |
| - | ------------------------- | --------- | ---------------------- | ----------------------------- | --------- | ------------ |
| 1 | Заплюсье                  | ГП        | р.п. Заплюсье          | 20                            | ↘1471     | 430,0        |
| 2 | Плюсса                    | ГП        | р.п. Плюсса            | 69                            | ↘3583     | 826,0        |
| 3 | Лядская волость           | СП        | с. Ляды                | 65                            | ↘1654     | 1211,9       |

Административное деление c 1995 до конца 2005 года
| № | Волость             | Население (1.1.2005), чел. | Административный центр | Население центра (9.10.2002), чел. |
| - | ------------------- | -------------------------- | ---------------------- | ---------------------------------- |
| 1 | Плюсская волость    | 1247                       | пгт Плюсса             |                                    |
| 2 | Лядская волость     | 1666                       | село Ляды              | 1031                               |
| 3 | Заянская волость    | 560                        | деревня Заянье         | 311                                |
| 4 | Запольская волость  | 1000                       | деревня Заполье        | 529                                |
| 5 | Лосицкая волость    | 459                        | деревня Новоселье      | 176                                |
| 6 | Нежадовская волость | 540                        | деревня Нежадово       | 258                                |
| 7 | Должицкая волость   | 452                        | деревня Должицы        | 282                                |
| 8 | пгт Заплюсье        | 1428                       | пгт Заплюсье           | 1393                               |
| 9 | пгт Плюсса          | 3800                       | пгт Плюсса             | 3856                               |
|   | район               | 11100                      |                        |                                    |

### История административного деления
Согласно областному закону от 28 февраля 2005 года № 420-ОЗ, Плюсский район административно был разделён на 2 городских поселения — Плюсса и Заплюсье — и 3 сельских поселения: Плюсская волость (центр пгт. Плюсса), Лядская волость (центр с. Ляды), Запольская волость (центр дер. Заполье). Такое административно-территориальное деление просуществовало с 1 января 2006 года по конец марта 2015 года.
Муниципальные образования (c января 2006 до конца марта 2015 г.)
| № | Муниципальное образование | Статус МО | Население (14.10.2010), чел. | Население (1.1.2015), чел. | Административный центр | Население центра (1.1.2010), чел. |
| - | ------------------------- | --------- | ---------------------------- | -------------------------- | ---------------------- | --------------------------------- |
| 1 | Заплюсье                  | ГП        | 1096                         | 1103                       | пгт (р.п.) Заплюсье    | 1230                              |
| 2 | Плюсса                    | ГП        | 3450                         | 2908                       | пгт (р.п.) Плюсса      | 3300                              |
| 3 | Запольская волость        | СП        | 904                          | 756                        | деревня Заполье        |                                   |
| 4 | Лядская волость           | СП        | 2078                         | 1877                       | село Ляды              | 945                               |
| 5 | Плюсская волость          | СП        | 1659                         | 1588                       | пгт (р.п.) Плюсса      | 3300                              |

Согласно Закону Псковской области от 30 марта 2015 года № 1508-ОЗ «О преобразовании муниципальных образований», в муниципальное образование «Плюсса», наделённое статусом городского поселения, вошли существовавшие ранее сельское поселение Плюсская волость и городское поселение Плюсса, а в муниципальное образование «Заплюсье», наделённое статусом городского поселения, вошли существовавшие ранее сельское поселение Запольская волость и городское поселение Заплюсье.

## Экономика
- Плюсский леспромхоз;
- торфопредприятие «Заплюсское»;
- птицефабрика «Северопсковская»;
- крестьянское хозяйство «Ляды».

## Транспорт

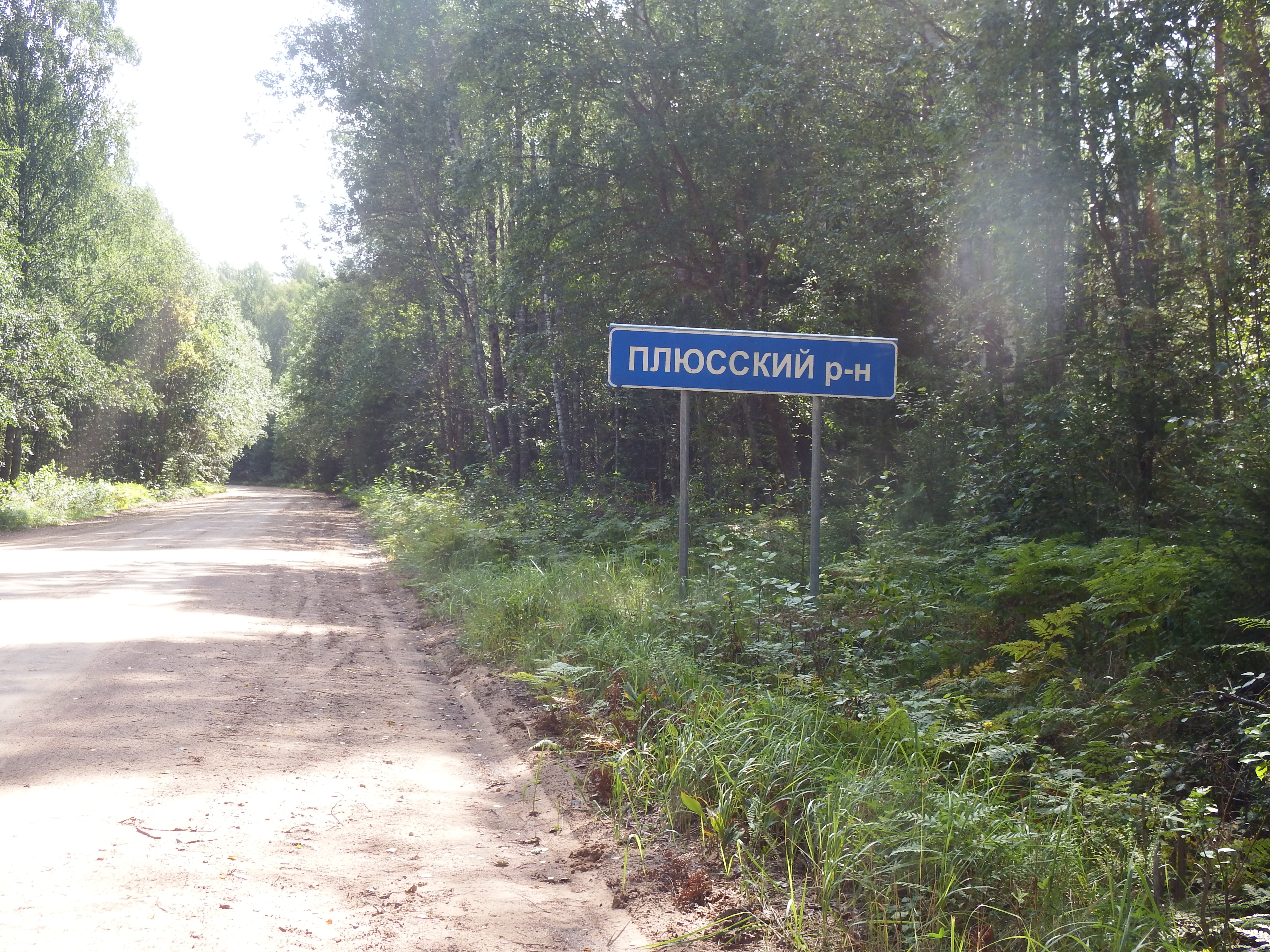
Въезд в Плюсский район со стороны Гдовского района по дороге Р-61(58К — 089)

Через территорию района в меридиональном направлении проходит линия бывшей Варшавской железной дороги. Основные станции в пределах района — Плюсса и Лямцево.  Параллельно железной дороге, но на некотором отдалении от неё, проходит Киевское шоссе, основные населённые пункты в пределах района, через которые идёт это шоссе — Заплюсье и Заполье.
В Заполье от Киевского шоссе на запад отходит дорога Р61 (58К — 089) Заполье — Плюсса — Гдов, пересекающая почти всю территорию района. От дороги Р61 (58К — 089) отходят две дороги на Струги Красные — от п. Плюсса и от села Ляды. В д. Детково от дороги Р61 (58К — 089) отходит дорога на Шавково через Заянье, соединяющая Плюсский район со Сланцевским районом Ленинградской области. Имеются также многочисленные тупиковые дороги.

## Культура
Музей-заповедник имени великого русского композитора Н. А. Римского-Корсакова состоит из двух соседних усадеб Любенск и Вечаша. Они находятся в северной части Псковской области на расстоянии 100 км от Пскова и 50 км от города Луги по шоссе Петербург-Киев. Из 15 своих опер, Римский-Корсаков сочинял в Вечаше «Ночь перед Рождеством», «Садко». «Царскую невесту», «Сказку о царе Салтане» и «Сказание о невидимом граде Китеже»; в Любенске он написал последнюю свою оперу «Золотой петушок».

## Достопримечательности

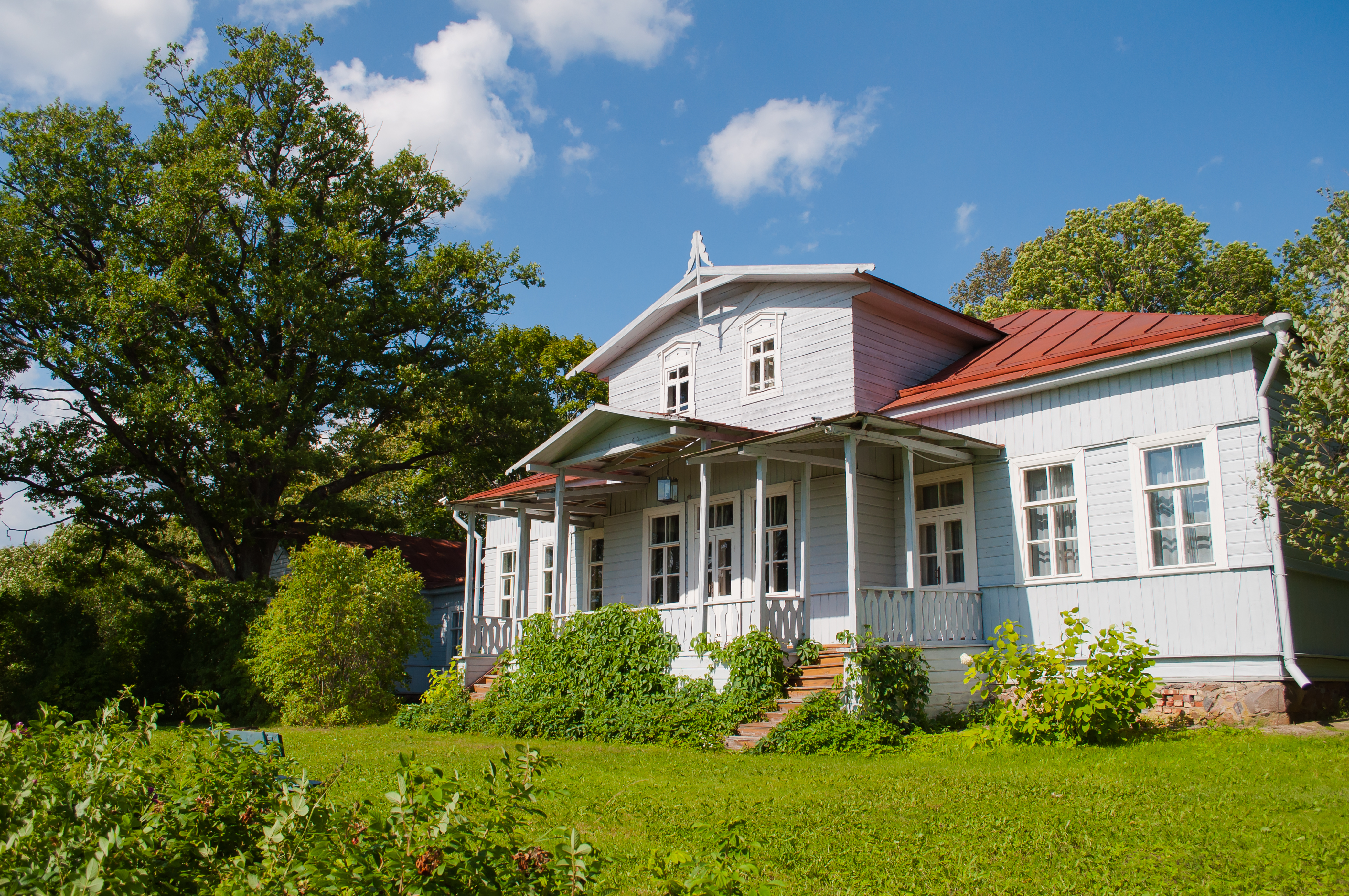
Дом Н.А. Римского-Корсакова в усадьбе Любенск

- музейный комплекс композитора Н. А. Римского-Корсакова в Любенске и Вечаше
- музей писательницы Л. А. Ямщиковой-Дмитриевой (известная под псевдонимом Ал. Алтаев) в д. Лог.
- несколько церквей XVII, XVIII и XIX века
- усадебные парки на Харламовой горе и в деревне Ктины
- имение Чертова с усадебным парком, возраст некоторых деревьев в котором исчисляется веками

## Средства массовой информации
С 1990 года в районе издаётся общественно-политическая газета «Плюсский край» (до этого, и с 1965 года, называлась  «Светлый путь»; в период слияния Плюсского района со Стругокрасненским — «За коммунизм», с 8 марта 1935 года и по 1963 год — «За большевистские колхозы»; в 1931—1932 годах — «Борьба»).

## Люди, связанные с районом
- Козлов, Григорий Филиппович (1911, деревня Дубровка — 1984) — участник Великой Отечественной войны, Герой Советского Союза